# Barbie World
Barbie World è un singolo della rapper trinidadiana Nicki Minaj e della rapper statunitense Ice Spice, pubblicato il 25 giugno 2023 come terzo estratto dalla colonna sonora del film del 2023 Barbie.
Il brano presenta un campionamento del brano Barbie Girl del gruppo musicale danese Aqua. Commercialmente ha esordito tra le prime quindici posizioni della Billboard Hot 100, divenendo la seconda collaborazione consecutiva tra le due artiste a ottenere tale risultato nel 2023 dopo Princess Diana. Minaj ha inoltre esteso il primato per il maggior numero di ingressi fra le prime dieci posizioni per una rapper, nonché eguagliato Whitney Houston divenendo la sesta artista donna col maggior numero di brani in top ten nella suddetta classifica.
Ai Grammy Awards 2024 la collaborazione ha ottenuto due candidature alla miglior canzone rap e alla miglior canzone scritta per i media visivi.

## Antefatti
Successivamente all'annuncio del film Barbie nel 2021, il produttore discografico Mark Ronson e la regista Greta Gerwig hanno stilato una lista di cantanti che avrebbero voluto nella colonna sonora del film. Il 25 maggio 2023 Rolling Stone ha confermato che la colonna sonora, che comprende la presenza di Nicki Minaj e Ice Spice negli artisti coinvolti. Durante il montaggio del film in post-produzione, il produttore e il regista mostrarono scene del film alle artiste in modo che si potessero immedesimare nell'atmosfera.
Già nell'agosto del 2021, il manager degli Aqua, Ulrich Møller-Jørgensen, ha dichiarato che il brano del 1998 della band, Barbie Girl, non sarebbe stato incluso nella colonna sonora del film. Tuttavia, l'attrice Margot Robbie, che interpreta Barbie, avrebbe pregato la regista di includere la canzone nel film. Gerwing ha quindi deciso di scritturare Nicki Minaj e Ice Spice per interpretare un remix del brano del gruppo, con il titolo Barbie World.

## Descrizione
Il brano vede le due artiste collaborare per la seconda volta nella loro carriera dopo il remix del brano Princess Diana, pubblicato sempre nel 2022. Gli Aqua sono accreditati come co-autori e interpreti della canzone per il campionamento del brano Barbie Girl.
In un episodio del programma Queen Radio, Minaj ha rivelato che Ice Spice l'aveva invitata a collaborare alla canzone; ha accettato la sua offerta perché riteneva che fosse la prima volta che la canzone veniva interpolata «in un modo che non mi mettesse a disagio o fosse un espediente per mettermi eccessivamente in risalto». Questo poiché la rapper ha utilizzato sin dall'inizio della sua carriera un alter ego, Karahuju Barbie, facendo della bambola Barbie una parte significativa del suo personaggio pubblico, portandola a collaborare in passato con Mattel per delle aste di beneficenza. Anche la fanbase della cantante richiama nel nome il giocattolo attraverso la denominazione Barbz.

## Accoglienza
Recensendo l'album, Kit Buchan del The Observer scrive che il brano sia la dimostrazione di come il progetto «di raggiungere un equilibrio sottile tra innocenza femminile e ironia consapevole», riscontrando in Minaj questo fattore in quanto «metà babydoll iperfemminile, metà mangiatrice di uomini impertinente», definendo il brano «109 secondi di pura beatitudine plastica; [...] un'esplosione di volgarità zuccherina e gustosa, al tempo stesso vietata ai bambini e adatta ai minori». Shaad D'Souza del The Guardian scrive che si tratti di «uno dei migliori duetti di Ice Spice degli ultimi anni». Evening Standard sottolinea che sebbene i versi cantati dalle rapper siano «veloci e carichi di allusioni, [...] sembra che si siano divertiti molto nel farlo», essi risultino con «nessuna attinenza con il film».

## Video musicale
Il video, diretto da Hannah Lux Davis, è stato reso disponibile in concomitanza con il lancio del singolo attraverso il canale YouTube di Nicki Minaj.

## Tracce
Testi e musiche di Isis Naija Gaston, Onika Maraj, Ephrem Louis Lopez Jr., Lene Nystrøm, René Dif, Soren Rasted, Claus Norreen, Johnny Pedersen e Karsten Dahlgaard.
Download digitale, streaming
1. Barbie World – 1:50

Download digitale, streaming – EP
1. Barbie World (Explicit) – 1:49
2. Barbie World (Clean) – 1:49
3. Barbie World (Extended) – 2:16
4. Barbie World (Sped Up) – 1:42
5. Barbie World (Slowed Down) – 2:00
6. Barbie World (Instrumental) – 1:49

## Formazione
Crediti adattati dalle note di copertina di Barbie The Album.
- Nicki Minaj – voce
- Ice Spice – voce
- RIOTUSA – produzione
- Aubry "Big Juice" Delaine – produzione aggiuntiva, missaggio, ingegneria vocale Nicki Minaj
- Șerban Ghenea – missaggio
- Bryce Bordone – assistenza al missaggio
- Randy Merrill – mastering

## Successo commerciale
Negli Stati Uniti Barbie World ha debuttato alla quattordicesima posizione della Billboard Hot 100, estendendo il record di Minaj per il maggior numero di brani posizionatosi nelle prime quindici posizioni da parte di una rapper donna (23), pareggiato inoltre Whitney Houston divenendo la sesta artista donna con il maggior numero di brani nelle prime dieci posizioni. La canzone è diventata anche la quarta di Ice Spice a esordire tra le prime quindici posizioni, la seconda con Minaj dopo Princess Diana.
Nel Regno Unito la collaborazione ha raggiunto la quarta posizione della Official Singles Chart, divenendo il quindicesimo brano della Minaj e primo di Ice Spice ad apparire tra le prime dieci posizioni della classifica.

## Classifiche

### Classifiche settimanali
| Classifica (2023) | Posizione massima |
| ----------------- | ----------------- |
| Australia         | 3                 |
| Austria           | 10                |
| Belgio (Vallonia) | 36                |
| Canada            | 7                 |
| Danimarca         | 9                 |
| Finlandia         | 13                |
| Francia           | 19                |
| Germania          | 10                |
| Grecia            | 6                 |
| India             | 16                |
| Irlanda           | 6                 |
| Islanda           | 11                |
| Israele           | 54                |
| Italia            | 51                |
| Lettonia          | 18                |
| Lituania          | 29                |
| Lussemburgo       | 4                 |
| Norvegia          | 7                 |
| Nuova Zelanda     | 3                 |
| Paesi Bassi       | 44                |
| Polonia           | 8                 |
| Portogallo        | 49                |
| Regno Unito       | 4                 |
| Repubblica Ceca   | 28                |
| Singapore         | 13                |
| Slovacchia        | 31                |
| Stati Uniti       | 7                 |
| Sudafrica         | 7                 |
| Svezia            | 9                 |
| Svizzera          | 8                 |
| Ungheria          | 25                |

### Classifiche di fine anno
| Classifica (2023) | Posizione |
| ----------------- | --------- |
| Australia         | 80        |
| Canada            | 45        |
| Stati Uniti       | 46        |
| Ungheria          | 91        |

## Riconoscimenti
- BET Awards
  - 2024 – Candidatura alla miglior collaborazione
  - 2024 – Candidatura al video dell'anno
- E! People's Choice Awards
  - 2024 – Collaborazione dell'anno
- Grammy Award[65]
  - 2024 – Candidatura alla miglior canzone rap
  - 2024 – Candidatura alla miglior canzone scritta per i media visivi
- MTV Video Music Awards[66]
  - 2023 – Candidatura alla canzone dell'estate